# سینت اندروز ویلیج (کالیفرنیا)
سینت اندروز ویلیج (به انگلیسی: Saint Andrews Village) یک منطقهٔ مسکونی در ایالات متحده آمریکا است که در شهرستان ال دورادو، کالیفرنیا واقع شده‌است. سینت اندروز ویلیج ۲۲۷ متر بالاتر از سطح دریا واقع شده‌است.